# Campus Iberus
El Campus Iberus (Consorcio Campus Iberus o Campus de Excelencia Internacional del Valle del Ebro) es una red universitaria englobada como un Campus de Excelencia Internacional fundada el 21 de mayo de 2012 por varias universidades españolas para promover la colaboración entre diversas instituciones universitarias.
Uno de los objetivos estratégicos del Campus Iberus es el desarrollo de una política de alianzas estratégicas con universidades nacionales e internacionales de prestigio. En este sentido, el modelo de campus con el que se creó Campus Iberus prevé la preparación de la agregación para iniciar un salto cualitativo, dando paso a la construcción de un campus transfronterizo con las universidades de Toulouse y Pau en un nuevo gran proyecto denominado EBRoS (European Bioregion of Science) Western Pyrenees.

## Objetivos
Los objetivos del Campus Iberus son: Conseguir una formación integral de calidad, lograr la excelencia científica, apostar por la Internacionalización, ser capaz de erigirse como un foco de atracción de talento, mejorar la calidad en la gestión, potenciar la responsabilidad social, promover la integración con la sociedad y dotar a la agregación de las infraestructuras necesarias para desarrollar una organización en campus temáticos. Todo ello reforzado por la estructura coordinada de las cuatro universidades, de los centros de investigación de Aragón, Navarra, La Rioja y la provincia de Lérida e integrando a las ciudades y las empresas del entorno.

## Instituciones Miembros
| Fundación | Universidad                    | Comunidad Autónoma |
| --------- | ------------------------------ | ------------------ |
| 1542      | Universidad de Zaragoza        | Aragón             |
| 1987      | Universidad Pública de Navarra | Navarra            |
| 1991      | Universidad de Lérida          | Cataluña           |
| 1992      | Universidad de La Rioja        | La Rioja           |